# Wilgoszcza
Wilgoszcza est une localité polonaise de la gmina d'Irządze, située dans le powiat de Zawiercie en voïvodie de Silésie.